# Idomeneo

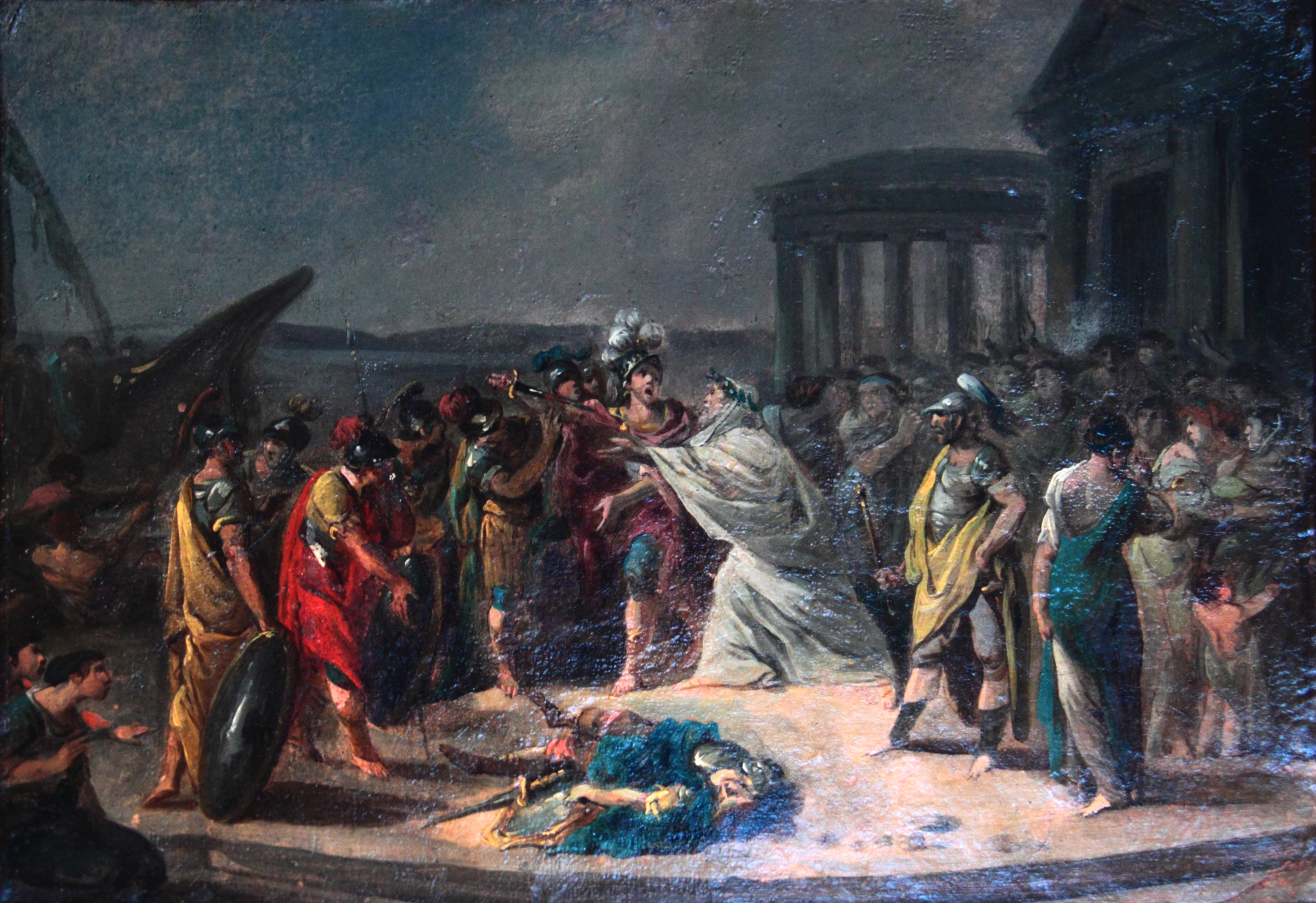
Jacques Gamelin (1738 - 1803): El regreso de Idomeneo (Le retour d'Idoménée).

En la mitología griega, Idomeneo (Ἰδομενεύς / Idomeneús) fue rey en la isla de Creta, hijo de Deucalión y nieto del gran rey Minos de Creta. Fue uno de los pretendientes de la hermosa Helena y uno de los caudillos griegos que participó en la Guerra de Troya al frente de 80 naves.
En un relato conservado por Focio, Idomeneo actuó como juez en una disputa de belleza que tuvo lugar en Tesalia entre Tetis y Medea. Idomeneo otorgó la victoria a Tetis, y Medea, como venganza, lanzó una maldición que condenaba a la raza de Idomeneo a no decir nunca la verdad. Se decía que este había sido el origen de la proverbial fama de mentirosos que tenían los cretenses en la Antigüedad.
Tras la caída de Troya, existen diferentes tradiciones sobre su regreso: en una de ellas, el héroe fue sorprendido por una violenta tempestad y prometió al dios Poseidón que si llegaba vivo a su casa le ofrecería en sacrificio al primer ser vivo que se encontrara. Para desgracia del héroe, a quien primero vio al tocar tierra fue a su propio hijo. Él, de todos modos, cumplió su voto. Después cayó sobre la isla la peste y sus súbditos lo culparon y lo desterraron. Se dice que huyó a Calabria, Italia para después ir a Colofón (Asia Menor), donde se creía que estaba enterrado.
Otra tradición indica que, por instigación de Nauplio, Meda, la esposa de Idomeneo, había cometido adulterio con Leuco. Este incluso mató luego a Meda junto a su hija Clisítera, segregó diez ciudades cretenses que gobernó y expulsó a Idomeneo cuando este regresó de Troya.
Otra versión, sin embargo, situaba su tumba en Cnoso (Creta), donde se le veneraba y se le rendían sacrificios.

## Adaptaciones artísticas posteriores
- Prosper Jolyot de Crébillon escribió una tragedia en verso en cinco actos titulada Idoménée (1705)
- André Campra compuso la música de una tragedia musical con libreto de Antoine Danchet titulada igualmente Idoménée (1712).
- En la novela Les Aventures de Télémaque de Fénelon, el personaje de Idomeneo es utilizado para satirizar la figura absolutista del rey de Francia Luis XIV.
- Wolfgang Amadeus Mozart escribió la ópera Idomeneo, re di creta (1781) sobre el personaje mítico cretense.